# Uranus' måner
Pr. 2005 har man med sikkerhed kendskab til 27 måner i kredsløb om planeten Uranus.

## Oversigt
I tabellen til højre findes Uranus' måner sorteret efter stigende middelafstand til Uranus, og dermed også efter stigende omløbstider. For en alfabetisk oversigt over månerne henvises til kategori-siden for Uranus' måner.

## Opdagelse
William Herschel fandt de to tidligst kendte Uranus-måner den 13. marts 1787, nemlig Oberon og Titania. I 1851 kunne William Lassell føje Ariel og Umbriel til listen, og i 1948 opdagede Gerard Kuiper Miranda.
Rumsonden Voyager 2 fløj forbi Uranus og dens måner i januar 1986, og ved den lejlighed opdagede man yderligere ti måner. Siden hen har man fundet en ellevte måne, S/1986 U 10, ved at undersøge de gamle Voyager-billeder igen.
Siden Voyager har man fra observatorier her på Jorden fundet yderligere 11 måner.

## Navngivning
I 1852 fremsatte Herschels søn John Herschel forslag om de navne man i dag bruger om de fire Uranus-måner man kendte på det tidspunkt: De navne han foreslog, stammer fra William Shakespeares og Alexander Popes værker, og brød med den hidtidige tradition med at vælge navne fra græsk og romersk mytologi. Denne idé er blevet brugt lige siden; alle de Uranus-måner der er blevet opdaget og navngivet, følger tråden i John Herschels forslag.

## Småplaneter
Visse småplaneter har samme navn som nogle af Uranus' måner; 218 Bianca, 2758 Cordelia, 666 Desdemona, 171 Ophelia og 593 Titania.